# Bila (Livno)
Pour les articles homonymes, voir Bila.
Bila (en cyrillique : Била) est un village de Bosnie-Herzégovine. Il est situé dans la municipalité de Livno, dans le canton 10 et dans la fédération de Bosnie-et-Herzégovine. Selon les premiers résultats du recensement bosnien de 2013, il compte 821 habitants.

## Démographie

### Évolution historique de la population
| 1948 | 1953 | 1961 | 1971 | 1981 | 1991 | 2013 |
| ---- | ---- | ---- | ---- | ---- | ---- | ---- |
| -    | -    | 817  | 831  | 775  | 772  | 821  |

|  |

## Personnalités
- Mirko Vidović, écrivain et homme politique, né à Bila le 31 décembre 1940, mort à Valence (France) le 13 octobre 2016